# 米山明日美
米山 明日美（よねやま あすみ、8月25日 - ）は、日本の女性声優。秋田県出身。フリー。

## 略歴
日本ナレーション演技研究所出身。2015年6月1日よりアライズプロジェクト所属。その後、フリーとなる。

## 人物
特技として弓道、趣味として自然観賞と雑学調べ、世界遺産系の番組を見ることをそれぞれ挙げている。方言は秋田弁。
声優になろうと思ったきっかけは『鋼の錬金術師』の演技に感動したことから。また、一生懸命に生きようとするキャラクターを演じてみたいと語っている。

## 出演
太字はメインキャラクター。

### テレビアニメ
2016年
- 虹色デイズ（フロント係）

2017年
- ラブライブ!サンシャイン!!（女子生徒）

2018年
- アンゴルモア 元寇合戦記（タツ）
- ゴールデンカムイ（交換手たち）

2019年
- メルヘン・メドヘン（マーリン）

2020年
- LISTENERS リスナーズ（母親）
- 天晴爛漫!（受付）
- 禍つヴァールハイト -ZUERST-（ミネルバ・グートハイル、研究所の受付嬢）
- 魔女の旅々（住民）
- キミと僕の最後の戦場、あるいは世界が始まる聖戦（バスの乗務員）

2021年
- SDガンダムワールド ヒーローズ（ホステス）
- SCARLET NEXUS（女性アナウンサー）
- チート薬師のスローライフ〜異世界に作ろうドラッグストア〜（フラム）
- キングダム（甘秋の母）

2022年
- フットサルボーイズ!!!!!（小学生A）
- Extreme Hearts（(4)小野宮梨々）

### Webアニメ
- めんトリ（2017年、サトシの妻、大学生）
- ひとり暮らしの小学生（2017年、女子生徒、継母役の女の子）

### ゲーム
2015年
- 入学したら女子校だった（二階堂凛、尾尻さつき）
- 美少女だらけの自衛隊が剣と魔法で戦ったら（伊集院寿美子、桜庭那月）
- レーシング娘。（2015年 - 2016年、六連星純連、嵐家ステッラ）

2016年
- アルテイルクロニクル（2016年 - 2019年、マーニ、伝説の勇者カティラ、暴食の七獄魔 バアル）
- サッカースピリッツ
- ファイナルファンタジーXIV: 蒼天のイシュガルド（給仕の女性、奮い立つ婦人）
- メビウス ファイナルファンタジー

2017年
- フレイム×ブレイズ（グレース）
- LORD of VERMILION IV（サエーナ）
- ファイナルファンタジーXIV: 紅蓮の解放者（ラクシュミ）
- フィギュアヘッズエース（澄香）
- パズルオブエンパイア（マッケンゼン、ピョートル、マッケンゼン、近藤勇）

2018年
- ファイナルファンタジー エクスプローラーズ フォース（グローリア）
- グリムエコーズ（クリスティーヌ）

2019年
- アルテイルNEO（紫の盟主アメジストモナク、花園の女王ナターシャ）
- ファイナルファンタジーXIV: 漆黒の反逆者（テスリーン、カットリス）
- 黒い砂漠
- アルカ・ラスト 終わる世界と歌姫の果実（ディオーナ）

2020年
- 蒼天のスカイガレオン（メルセゲル、メイヴ）

### ドラマCD
- 雛鳥は汐風にまどろむ（伯母）
- 抱かれたい男1位に脅されています。0章（一木美久留）
- 恋色始標 Sweet Days FILM.6
- 恋色始標 FILM.5

### オーディオブック
- 余命10年

### 吹き替え
- サマー・インフェルノ
- マクマフィア

### 舞台
- Air studio「君死にたまふことなかれ」（2016年11月30日 - 12月5日、AQUA studio） - B班[22]

### 朗読
- オペレッタ朗読劇「原城哭く」（2019年11月9日、カトリック調布教会 / 2019年11月10日、目黒サレジオ教会）[23]

### その他コンテンツ
- 花王 きれいつながる毎日へ（キレイちゃん[24]）

## ディスコグラフィ

### キャラクターソング
| 発売日        | 商品名                  | 歌                       | 楽曲                         | 備考                                                              |
| ------------- | ----------------------- | ------------------------ | ---------------------------- | ----------------------------------------------------------------- |
| 2018年1月31日 | Journey to the Sunshine | Aqoursと浦の星の仲間たち | 「勇気はどこに？君の胸に！」 | テレビアニメ『ラブライブ！サンシャイン!!』第2期エンディングテーマ |

### ユニットメンバー
1. ↑  高海千歌（伊波杏樹）、桜内梨子（逢田梨香子）、松浦果南（諏訪ななか）、黒澤ダイヤ（小宮有紗）、渡辺曜（斉藤朱夏）、津島善子（小林愛香）、国木田花丸（高槻かなこ）、小原鞠莉（鈴木愛奈）、黒澤ルビィ（降幡愛）
2. ↑  高海志満（阿澄佳奈）、高海美渡（伊藤かな恵）、よしみ（松田利冴）、いつき（金元寿子）、むつ（芹澤優）、しいたけ（麦穂あんな）、解答者A（山北早紀）、解答者B（千本木彩花）、その他女子生徒（三宅晴佳、嶺内ともみ、小松奈生子、岡咲美保、続木友子、小野寺瑠奈、原口祥子、米山明日美、二ノ宮愛子、樋口桃、木本久留美、成岡正江、小田果林、内田愛美、森永たえこ）